# Карлгрен, Патрик
Патрик Ульф Андерс Карлгрен (швед. Patrik Ulf Anders Carlgren; 8 января 1992, Фалун, Швеция) — шведский футболист, вратарь, клуба «Нант». Участник чемпионата Европы 2016 года.

## Клубная карьера

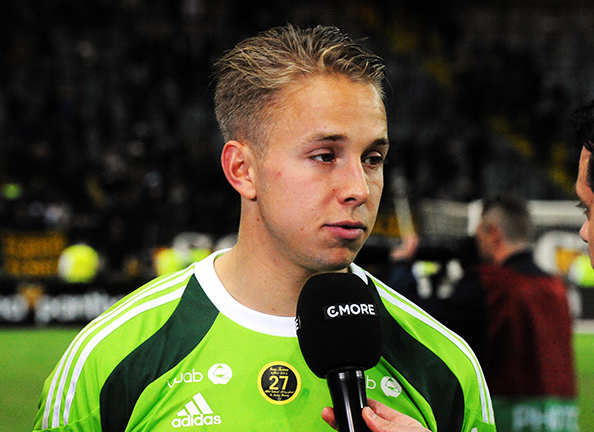
Карлгрен в составе АИКа

Карлгрен — воспитанник академии клуба «Фалу» из своего родного города. Отыграв сезон в первой команде, он перешёл в «Браге». 9 июня 2012 года в матче против «Умео» Патрик дебютировал в Суперэттане. Во втором сезоне он завоевал место в основе.
Летом 2013 года он перешёл в АИК. В первом сезоне Карлгрен не смог выиграть конкуренцию и не появился на поле ни разу. 8 мая 2014 года в матче против «Хальмстада» он дебютировал в Аллсвенскан лиге.
В начале 2017 года Калгрен перешёл в датский «Норшелланн». 5 мая в матче против «Копенгагена» он дебютировал в датской Суперлиге. Летом того же года в поисках игровой практики Патрик присоединился к турецкому «Коньяспору». 19 мая 2018 года в матче против «Фенербахче» он дебютировал в турецкой Суперлиге. Летом того же года Калгрен подписал контракт с «Раннерс», где можно рассчитывать постоянную игровую практику.

## Международная карьера
В 2015 году в составе молодёжной сборной Швеции Патрик выиграл молодёжный чемпионат Европы в Чехии. На турнире он сыграл в матчах против сборных Дании, Италии, Англии и дважды Португалии.
10 января 2016 года в товарищеском матче против сборной Финляндии Карлгрен дебютировал за сборную Швеции.
Летом 2016 года Патрик попал в заявку сборной на участие в чемпионате Европы во Франции. На турнире он был запасным и на поле не вышел.

## Достижения
Международные
 Швеция (до 21)
- Молодёжный чемпионат Европы — 2015